# Langue
Langue (franc. jazyk) je ve strukturální lingvistice protějšek pojmu parole. S výkladem těchto pojmů poprvé přišel Ferdinand de Saussure ve svém díle Kurs obecné lingvistiky (Course de linguistique générale, česky 1989 v překladu Františka Čermáka).
Jazyk (langue, systém) je abstraktní systém jazykových jednotek znakové povahy a současně se také jedná o pravidla jejich užívání, a to včetně normy a modelů tohoto užívání. Jednoduše se tedy jedná o systém jazyka, který je uložený v mysli každého jedince.
Jazyk je komplexní a tvoří ho tyto rysy:
- Jazyk je uložený v mozku, v paměti každého jednotlivce
- Jazyk je nadindividuální, je to tedy společenská instituce
- Jazyk je produktem minulosti na základě kolektivních zvyků
- Jazyk je ucelený komplexní útvar systémové povahy, který má své funkce
- Jazyk existuje pouze v mozku
- Jazyk je principem klasifikace světa i myšlení, normou faktů mluvy a zdrojem i předpokladem realizace mluvy v promluvách
- Jazyk je zdrojem reprodukcí (tedy zdrojem pro parole)
- Jazyk je nezávislý na existenci písma

Ferdinand de Saussure přirovnává jazyk k šachové hře. Obecná pravidla a hodnoty figurek odpovídají jazyku a konkrétní situace figurek na desce odpovídá parole.

## Langue a parole
Uvnitř určitého jazykového stavu je základní distinkcí rozdíl mezi langue (jazykem) a parole (mluvou). V dnešní době se můžeme setkat také se synonymními pojmy systém-text, Chomského dichotomie kompetence-performance nebo u Hjemsleva s pojmy systém-proces.
Dichotomii langue-parole můžeme skutečně vnímat pouze tehdy, pokud přihlížíme i ke třetímu, nejobecnějšímu saussurovskému pojmu langage (řeč). Pod pojmem řeč rozumíme obecnou schopnost jazyka, která nám umožňuje realizaci mluvy.

## Systém a opozice
Jazyk je systémem arbitrárních znaků a stejně tak v sobě nese i pravidla jejich používání (tedy jejich realizací v parole). Systém nemůžeme chápat pouze jako výčet jmen pro příslušné objekty, ačkoliv tento původem aristotelský přístup můžeme v některých dílčích přístupech nalézt. Pojem systém rozumíme jako uspořádanou síť vztahů, která je ucelená v komplex. Principem uspořádání těchto znaků je opozice. Opozicí zde rozumíme vztah mezi členy paradigmatu, případně také vztah vůči jiným paradigmatům. Systém obsahuje pouze rozdíly (opozice) tudíž v něm není nic pozitivního. Vše, co znak odlišuje, ho zároveň s tím i vytváří.
Opozicemi se velmi zabývala Pražská škola a to především v oblasti fonologie. U hlavních čtyř typů opozic je důležité zohlednit jejich vztah k rozdílu langue-parole. Každý foném je v systému vymezený vždy více opozicemi, ale jeho konkrétní zapojení klade důraz pouze na některou.
- bilaterální-multilaterální d:t - d:p

V případě d:t se jedná o opozici znělosti/neznělosti, v případě d:p se jedná o vztahy alveolární/labiodentální a současně také znělá/neznělá, přitom obě opozice mají ještě vlastnost okluzívní. Bilaterální opozice se vyskytuje pouze mezi jednou dvojicí fonémů, multilaterální se vyskytuje mezi více fonémy.
- izolované-proporcionální p:š - d:t : b:p : g:k

Izolovaná opozice se vyskytuje pouze u jednoho páru, zatímco proporcionální se naopak vyskytuje u více párů. V příkladu d:t : b:p : g:k se jedná o opakování znělý/neznělý.
- privativní-graduální-ekvipoletní
  - privativní je například opozice znělosti d:t. Je založena na (ne)přítomnosti jednoho znaku. Tato opozice se stala základem binarismu, Tedy binárních opozic, které především rozpracoval Roman Jakobson.
  - graduální například i:e∈:æ je opozice zaznamenávající stupňování daného rysu. V tomto případě jde o otevřenost.
  - ekvipolentní například p:k není ani privativní, ani graduální, ale její členy jsou ekvivalentní logicky a liší se více rysy

- konstantní-neutralizovatelné p:b

Fonémy p:b jsou opozicí v tomto případě pouze v některých pozicích. Tento druh opozice už není pouze systémovým, ale přechází už do parole a dal vzniknout principu neutralizace.
Opozice ovšem můžeme nalézt ve všech rovinách (např. gramatická opozice mezi aktivum-pasivum nebo lexikální mezi chytrý-hloupý). V takových případech ovšem systém opozic není příliš rozpracovaný. Někdy lze použít typ opozic známých z fonologie:
- bilaterální: aktivum-pasivum
- privativní: negace-pozitiv
- graduální: některé případy synonymie
- neutralizovaná: např. neosobní subjekt